# Quasar

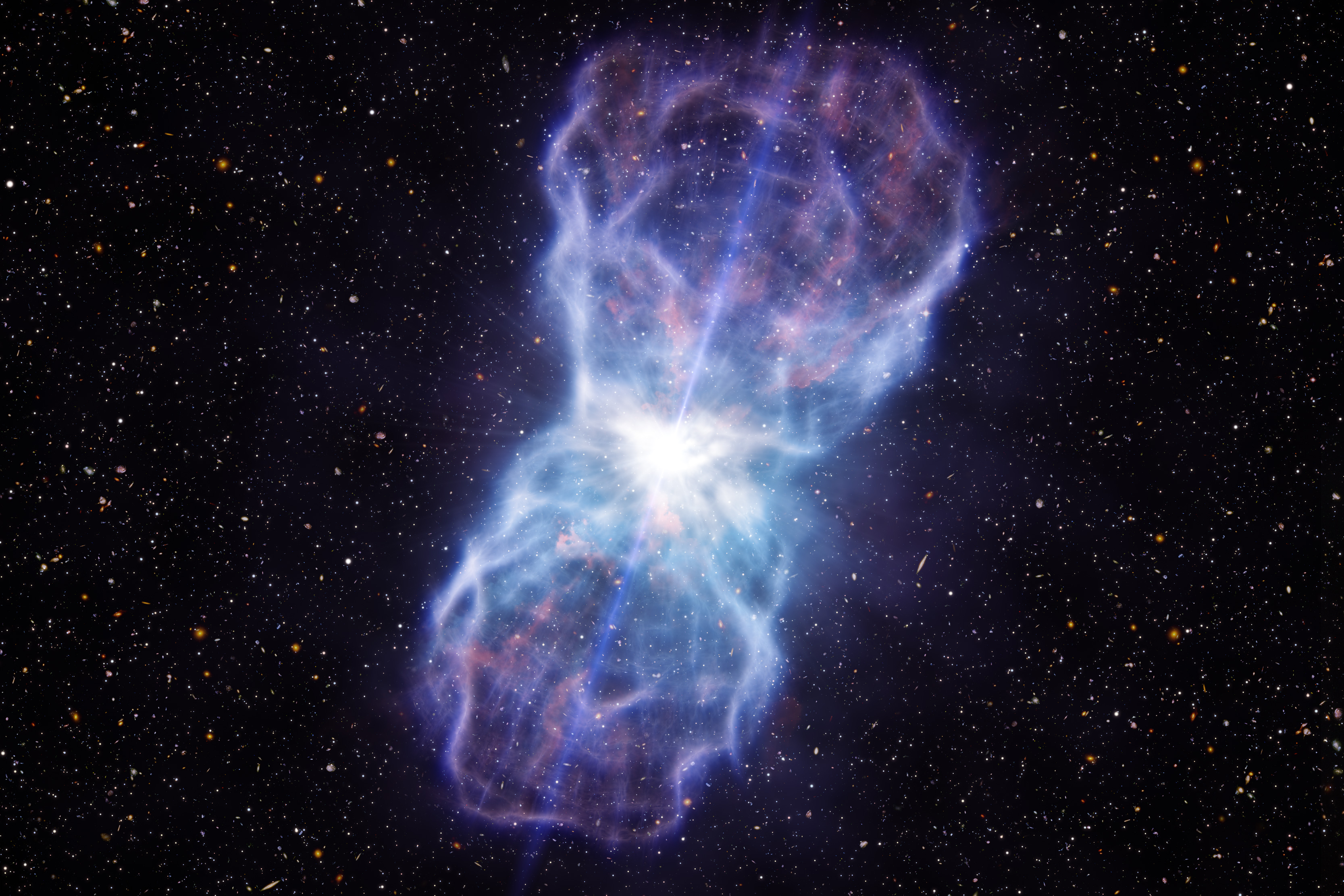
Quasar SDSS J1106+1939 spuwt enorme hoeveelheden materie uit. In deze artistieke impressie zit de ongelooflijk felle quasar in het midden van de afbeelding.

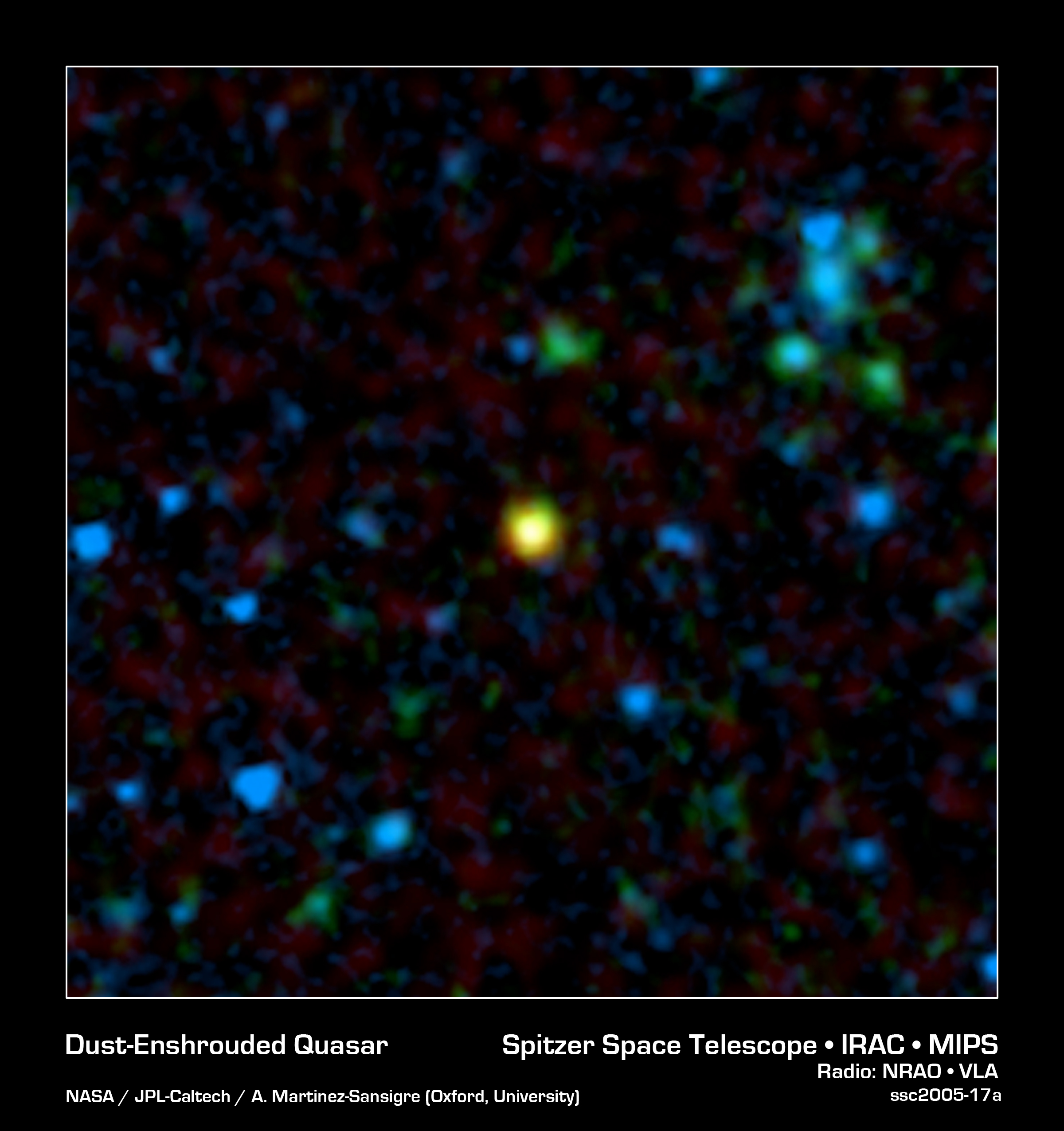
Door stof omhulde quasar (geel; opname Spitzer Space Telescope). De groene en blauwe objecten zijn sterrenstelsels met weinig stof.

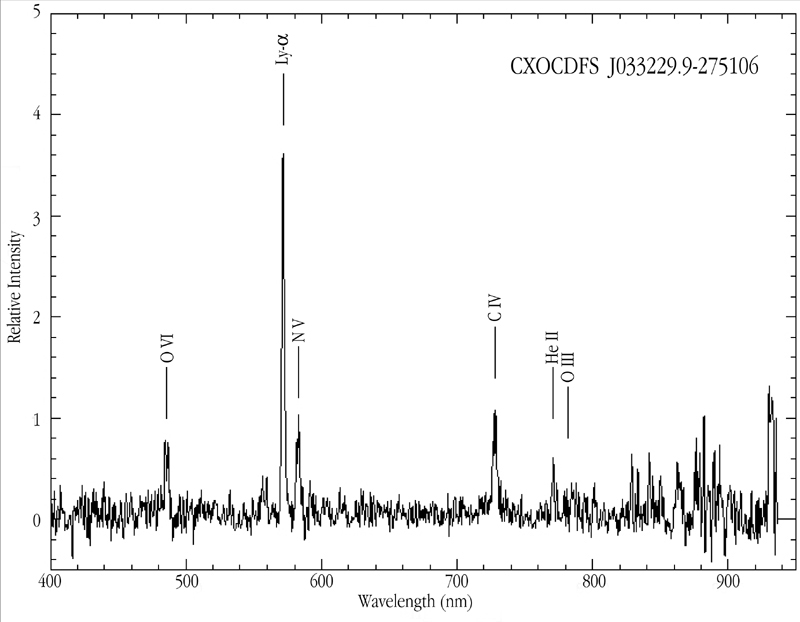
Spectrum van de quasar J033229.9 -275106 waar de Lyman-alpha lijn roodverschoven is van 121,6 nm naar 570 nm.

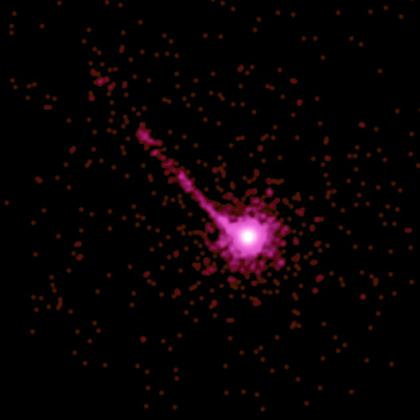
De quasar PKS 1127-145 in röntgenstraling met een minstens een miljoen lichtjaar lange relativistische jet.

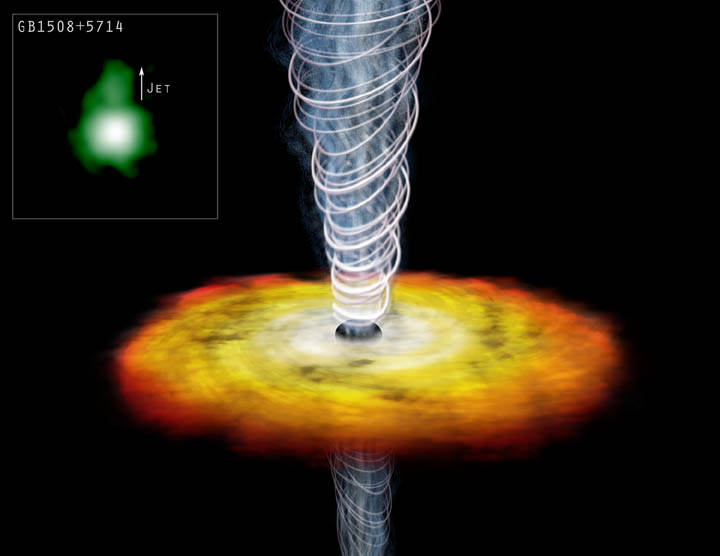
Artistieke impressie van de quasar GB1508+5714

Een quasar (Engelse afkorting voor quasi-stellar radio source), of QSO (Quasi Stellar Object) is een actief centrum van een sterrenstelsel ('active galactic nucleus' of AGN) met een zeer hoge helderheid. Het gaat om een superzwaar zwart gat (in feite een extreem zware dode ster) in het centrum van een sterrenstelsel, waarvan de omringende schijf met materie licht en straling uitzendt wanneer deze naar het zwarte gat wordt getrokken. Een dergelijke schijf rond een ster of gat wordt de accretieschijf genoemd.

## Ontdekking
De eerste quasars (3C 48 en 3C 273) werden ontdekt als sterke radiobronnen in de jaren 1950. Het eerste spectrum van een quasar dat hun grote afstand verraadde, werd in 1963 verkregen door Maarten Schmidt, een Nederlands astronoom die in de Verenigde Staten werkte. Dat was de 3C 273, tevens de helderste quasar in de hemel, gezien vanaf de aarde. Achteraf blijken ze al op fotografische platen uit de 19e eeuw te staan, echter zonder als bijzonder object herkend te zijn. Een tweede groep van quasars wordt 'radiostille quasars' genoemd. Deze objecten zenden geen ongewoon hoge hoeveelheid radiostraling uit.

## Eigenschappen
Quasars lijken in een optische telescoop op een ster (dat wil zeggen dat het puntbronnen zijn), maar door een zeer hoge roodverschuiving is bekend dat dergelijke objecten zich op een afstand van miljarden lichtjaren van de aarde bevinden. Dat de straling van quasars ondanks deze enorme afstand goed waarneembaar is, betekent dat ze enorm helder moeten zijn. De absolute helderheid, een maat voor de werkelijke lichtkracht, van quasars komt overeen met de energie die tot 1000 sterrenstelsels tezamen uitstralen, en dat maakt ze tot de helderste objecten in het universum. Alleen kortdurende fenomenen zoals gammaflitsen en supernova's zijn soms nog helderder. De eigenlijke omvang van een quasar is daarentegen veel kleiner dan een enkel sterrenstelsel. Het gaat immers alleen om de nucleus van een sterrenstelsel: een superzwaar zwart gat met bijbehorende accretieschijf.
Sommige quasars tonen helderheidsvariaties op korte tijdschalen, wat betekent dat ze intrinsiek klein van afmeting zijn. Een object kan namelijk niet in minder tijd van helderheid veranderen dan dat licht erover doet om van de ene naar de andere plek te reizen. De afmeting van een op tijdschalen van een paar weken variërende quasar kan dus niet groter zijn dan een paar lichtweken.
Men gaat ervan uit dat het hart van een quasar gevormd wordt door een superzwaar zwart gat, gelegen in het centrum van een actief sterrenstelsel, dat materie uit zijn omgeving aantrekt. Rond het zwarte gat vormt zich een accretieschijf, een afgeplatte, rondwervelende schijf van materie, waarin door botsingen de materie voortdurend wordt afgeremd. Door de wrijving wordt het materiaal verhit terwijl het het zwarte gat steeds dichter nadert, totdat het er uiteindelijk invalt. Voordat de materie in het gat valt, zendt het grote hoeveelheden straling uit. Loodrecht op het vlak van de schijf wordt materie met grote snelheid het heelal in geschoten en vormt daardoor twee zogenaamde 'jets' (straalstromen).
Quasars zenden niet alleen zichtbaar licht uit: ze stralen energie uit over het hele elektromagnetische spectrum — van radiogolven, via infrarood, optische en ultraviolet licht, tot en met röntgenstraling en zelfs gammastraling. De meeste quasars zijn echter het helderst in het infrarood.
Vanwege de grote afstand tot de aarde en de eindige snelheid van het licht zien wij quasars zoals ze er miljarden jaren geleden, toen het heelal nog jonger was, uitzagen. De reden dat quasars veel voorkomen in het vroege heelal en op kleinere afstanden zeldzaam of afwezig zijn, is waarschijnlijk dat na verloop van tijd het gas uit de directe omgeving van het zwarte gat is verdwenen; de "brandstof" voor het zwarte gat is op. Om de energie vrij te maken die een gemiddelde quasar uitstraalt moet een superzwaar zwart gat minimaal het equivalent van 10 zonnemassa's per jaar aan materie opslokken. Men denkt dat quasars typisch niet meer dan ongeveer 10 miljoen jaar aan één stuk "aan" zijn. De kernen van de meeste grote sterrenstelsels in het tegenwoordige heelal herbergen nog wél het superzware zwarte gat. Wellicht heeft de Melkweg zelf ooit ook een quasarstadium doorgemaakt.

## Bekende quasars
In 2018 waren er 750.414 bekend (in de Sloan Digital Sky Survey Quasar Catalog). Lijnen in de spectra van alle waargenomen quasars tonen een aanzienlijke roodverschuiving, van 0,05 tot het in december 2017 gevonden maximum van 7,54 (ULAS J1342+0928). Alle bekende quasars bevinden zich dus ver van de aarde  vandaan: de dichtstbijzijnde staat op een afstand van 240 Mpc (780 miljoen lichtjaar), de verste op een afstand van 8,85 Gpc (28,85 miljard lichtjaar. De straal van het waarneembaar heelal is groter dan 45 miljard lichtjaar). De meeste quasars bevinden zich meer dan 1 Gpc van de aarde vandaan.
De dichtstbijzijnde quasar is IC 2497 die de reflectienevel Hanny's Voorwerp verlicht. Echter, deze quasar is op dit moment niet actief. De dichtstbijzijnde actieve quasar is Markarian 231 (0,04147).
De helderste bekende quasar is 3C 273, te vinden in het sterrenbeeld Maagd. 3C 273 heeft een lichtkracht (absolute helderheid) van ongeveer 2 biljoen (2×10¹²) maal die van de zon, oftewel 100 maal die van een flink sterrenstelsel zoals de Melkweg. In het sterrenbeeld Lynx bevindt zich de quasar 3C186, welke zich buiten het eigen sterrenstelsel bevindt.
Uit de verdeling van quasars in het heelal heeft men gevonden dat op de grootste schalen quasars zich bevinden in structuren die Large Quasar Groups genoemd worden. Een van de grootste daarvan is de Huge Large Quasar Group.

## Microquasars
Er bestaan ook microquasars die veel minder lichtsterk zijn en gevonden worden binnen het Melkwegstelsel. Voorbeelden zijn SS 433, Cygnus X-1 en Cygnus X-3.